# Parornix innotata
Parornix innotata là một loài bướm đêm thuộc họ Gracillariidae. Nó được tìm thấy ở Hoa Kỳ (Georgia, Maine và Maryland).